# Товія Єрусалимський
Товія - п'ятий єпископом Єрусалиму у ІІ столітті. Він був знайомий з Тадеєм, який займався зціленням, будучи одним із Сімдесяти (Луки 10:1, 17). За словами Євсевія, він був єврейським християнином, народженим від єврейських батьків, які дотримувалися Закону Тори. Його свято припадає на 17 грудня.